# Mukim di Ukong
Ukong è un mukim del Brunei situato nel Distretto di Tutong con 1.865 abitanti al censimento del 2011.

## Geografia antropica

### Suddivisioni amministrative
Il mukim è suddiviso in 19 villaggi (kapong in malese):
Ukong, Pengkalan Ran, Pengkalan Dong, Tong Kundai, Nong Anggeh, Sungai Damit Ulu, Piton nambang, Bang Pangan, Pak Meligai, Pak Bidang, Bukit, Pengkalan Panchor, Talat, Melaboi, Pengkalan Padang, Bang Ligi, Litad, Bang Bingol, Long Mayan.